# Revelations (album Vadera)
Revelations – piąty album studyjny deathmetalowej grupy muzycznej Vader. Wydawnictwo ukazało się w 2002 roku nakładem wytwórni muzycznych Metal Blade Records, Metal Mind Productions i Avalon/Marquee Inc. Wydanie płyty poprzedził singel zatytułowany Angel of Death.
W warstwie lirycznej album porusza temat wydarzeń z 11 września 2001 roku, kiedy to dokonano zamachu terrorystycznego na World Trade Center i Pentagon w Stanach Zjednoczonych. Na zaprojektowanej przez Jacka Wiśniewskiego okładce widoczne są sylwetki gotyckich katedr w Amiens oraz Chartres.

## Realizacja
Pracę nad albumem roboczo zatytułowanym Epitaph zespół rozpoczął w lutym 2002 roku w Red Studio. Nagrania odbyły się we współpracy z producentem muzycznym Piotrem Łukaszewskim. Podczas trwającej 200 godzin sesji nagraniowej zostało zarejestrowanych czternaście utworów, w tym interpretacje utworu „Immortal Rites” z repertuaru Morbid Angel oraz „Angel of Death” grupy Thin Lizzy. Nagranie kompozycji „Angel of Death” Piotr Wiwczarek uzasadnił następująco: „Był to jeden z pierwszych utworów metalowych, które usłyszałem w swoim życiu i jedyny, który spodobał mi się z repertuaru tej grupy. Poza tym posiada niezwykle interesujący tekst. W mojej wersji dopisałem jedną ze zwrotek, aby nadać większego wyrazu i nieco uaktualnić problem poruszamy w tym tekście. W utworze partie solowe gitary zagrał Jacek Hiro ze Sceptic, a podkłady klawiszowe nagrał Ureck z Lux Occulta”.
Gościnnie w nagraniach wzięli udział lider grupy Behemoth Adam „Nergal” Darski, który zaśpiewał w utworze pt. „Whisper”, lider grupy Sceptic Jacek Hiro, który zagrał partie solowe w utworze pt. „Angel of Death”, oraz znany z występów w grupie Lux Occulta klawiszowiec Jerzy „U.reck” Głód, który zagrał w utworach „Revelation of Black Moses” i „Angel of Death”. Ostatecznie na albumie Revelations ukazało się dziewięć kompozycji, pozostałe jako bonusy zostały wydane m.in. w Polsce i Japonii. W 2003 roku utwory z sesji nagraniowej, które nie ukazały się w Polsce, zostały wydane na minialbumie pt. Blood, natomiast „Immortal Rites” ukazał się na tribute albumie pt. Tyrants From the Abyss – A Tribute to Morbid Angel.
W warstwie lirycznej album porusza temat wydarzeń z dnia 11 września 2001 roku, kiedy to dokonano zamachu terrorystycznego na World Trade Center i Pentagon w Stanach Zjednoczonych. Teksty do siedmiu utworów na płycie napisał Łukasz Szurmiński, z którym grupa współpracowała przy produkcji minialbumu Reign Forever World rok wcześniej. Pozostałe teksty napisali Paweł Frelik i Piotr Wiwczarek. Wiwczarek o tekstach na albumie Revelations wypowiedział się w następująco: „Chociaż teksty były pisane mniej więcej w tym samym okresie, może z małymi wyjątkami, więc może dlatego jest i podobny klimat. Płytę zaczynają i kończą utwory, który nadają albumowi cały kształt i charakter – „Epitaph” i „Revelation Of Black Moses” to są właśnie te skrajne, główne, które pasują nawet do wizerunku okładki i całej reszty. To utwory najbardziej apokaliptyczne i bezpośrednio traktujące o zagładzie i o ludzkości”. Oprawa graficzna, której autorem jest Jacek Wiśniewski jest dopełnieniem treści ideowych albumu. Przednia okładka ukazuje bestię dokonującą zniszczeń gotyckich katedr w Amiens oraz Chartres.

## Promocja
Wydawnictwo ukazało się 27 maja 2002 nakładem wytwórni muzycznej Metal Mind Productions w Polsce. Na krajowej edycji płyty jako bonus znalazł się utwór pt. „Traveler”. W Stanach Zjednoczonych i Europie płyta została wydana przez Metal Blade Records 4 czerwca 2002. Do amerykańskiej edycji płyty zostały dołączone utwory pochodzące z minialbumu Reign Forever World (2000): tytułowy oraz „Frozen Paths” i „Privilege of the Gods”. Natomiast dodatkiem do europejskiego wydania był utwór „Son of Fire”. W Japonii album został wydany 22 maja 2002 dzięki Avalon/Marquee Inc.. Jako materiał dodatkowy na tymże wydaniu znalazły się utwory „As the Fallen Rise” oraz cover „Angel of Death” Thin Lizzy. Piąty album zespołu Vader poprzedził, wydany tylko w Polsce singel zatytułowany Angel of Death, którego premiera odbyła się 10 kwietnia 2002. Nagrania trafiły do sprzedaży nakładem polskiej oficyny Empire Records. Na płycie ukazała się prezentacja multimedialana zawierająca reportaż z sesji nagraniowej oraz interpretacja utworu „Angel of Death” grupy Thin Lizzy, który był niedostępny w Polsce na płycie Revelations.
Do pochodzącego z płyty utworu pt. „Epitaph (For Humanity)” został zrealizowany teledysk, który był okazjonalnie emitowany m.in. przez stację telewizyjną Viva Polska. Album Revelations był ponadto promowany podczas europejskiej trasy koncertowej Conquering the Islands Tour 2002, podczas której wystąpiły również grupy Dew-Scented i Centurian. Vader wziął udział również w objazdowym festiwalu No Mercy Festivals 2002 z udziałem Immortal, Hypocrisy, Malevolent Creation, Warhammer, Destroyer 666 pod patronatem medialnym niemieckiego magazynu „Rock Hard”. Odbyła się również trasa koncertowa w Polsce. Koncerty Vader poprzedziły występy grup Hate, Azarath i Elysium. Zespoły wystąpiły w sumie dla 3000 fanów w takich miastach jak Warszawa, Poznań, Łódź, Wrocław, Katowice, Kraków, Rzeszów i Lublin.

## Odbiór
Płyta dotarła do 22. miejsca zestawienia najpopularniejszych płyt w Polsce (OLiS). Album wypadł z listy jedenaście tygodni później. Pozytywnie o Revelations wypowiedział się m.in. Roberto Martinelli na łamach serwisu Metal Storm. Podkreślił on jakość produkcji poprzez umiejętne zbalansowanie partii perkusji i gitary basowej. Dziennikarz Metal Crypt Scott Murray zauważył liczne zmiany tempa, których brakowało w nagraniach na poprzedniej płycie zespołu Litany. Krytycznie o wydawnictwie wyraził się Daniel Naborowski, recenzent serwisu Gaz-eta, który napisał: „Na Revelations zabrakło szybkości i wyeksponowania charakterystycznego, momentami połamanego vaderowskiego drive, z którego zespół słynął. Nie ma wystarczającej ilości charyzmy i pasji, bez których, jak wiadomo, nie rodzą się dzieła przełomowe”. Z entuzjastycznym przyjęciem nagrania spotkały się na łamach serwisu Rockmegazyn.pl, recenzujący płytę Mariusz Kabała napisał: „Riffy proste i przejrzyste a jednocześnie niesamowicie agresywne sieją chaos i zniszczenie. Całość dopełniają solówki, które możemy usłyszeć zaraz jak Peter zakończy swój popis wokalny. Wystarczy, że muzyk na chwilę przerwie by na jego miejsce wskoczyła gitara i naprawdę interesujące dźwięki."
W 2002 roku album uzyskał nominację do nagrody polskiego przemysłu fonograficznego – „Fryderyka” – w kategorii Album roku metal. Płyta uplasowała się ponadto na 1. miejscu w kategorii Album roku w plebiscycie polskojęzycznej edycji magazynu branżowego Metal Hammer.
W podsumowaniu wyróżnione zostały ponadto utwory „Epitaph”, „Revelation of Black Moses” i „Nomad”, które znalazły się, odpowiednio na 4., 8. i 10. miejscu w kategorii Przebój roku.

## Lista utworów
Opracowano na podstawie materiału źródłowego.
| Nr | Tytuł utworu                | Słowa             | Muzyka          | Długość |
| -- | --------------------------- | ----------------- | --------------- | ------- |
| 1. | „Epitaph (For Humanity)”    | Łukasz Szurmiński | Piotr Wiwczarek | 3:44    |
| 2. | „The Nomad”                 | Paweł Frelik      | Piotr Wiwczarek | 3:51    |
| 3. | „Wolftribe”                 | Łukasz Szurmiński | Piotr Wiwczarek | 2:25    |
| 4. | „Whisper”                   | Łukasz Szurmiński | Piotr Wiwczarek | 3:27    |
| 5. | „When Darkness Calls”       | Łukasz Szurmiński | Piotr Wiwczarek | 5:17    |
| 6. | „Torch of War”              | Łukasz Szurmiński | Piotr Wiwczarek | 2:46    |
| 7. | „The Code”                  | Łukasz Szurmiński | Piotr Wiwczarek | 2:25    |
| 8. | „Lukewarm Race”             | Paweł Frelik      | Piotr Wiwczarek | 2:27    |
| 9. | „Revelation of Black Moses” | Paweł Frelik      | Piotr Wiwczarek | 7:06    |
|    |                             |                   |                 | 33:28   |

| Utwór dodatkowy – edycja polska | Utwór dodatkowy – edycja polska | Utwór dodatkowy – edycja polska | Utwór dodatkowy – edycja polska | Utwór dodatkowy – edycja polska |
| Nr                              | Tytuł utworu                    | Słowa                           | Muzyka                          | Długość                         |
| ------------------------------- | ------------------------------- | ------------------------------- | ------------------------------- | ------------------------------- |
| 1.                              | „Traveler”                      | Łukasz Szurmiński               | Piotr Wiwczarek                 | 2:06                            |

| Utwór dodatkowy – edycja europejska | Utwór dodatkowy – edycja europejska | Utwór dodatkowy – edycja europejska | Utwór dodatkowy – edycja europejska | Utwór dodatkowy – edycja europejska |
| Nr                                  | Tytuł utworu                        | Słowa                               | Muzyka                              | Długość                             |
| ----------------------------------- | ----------------------------------- | ----------------------------------- | ----------------------------------- | ----------------------------------- |
| 1.                                  | „Son Of Fire”                       | Piotr Wiwczarek                     | Piotr Wiwczarek                     | 02:09                               |

| Utwory dodatkowe – edycja japońska | Utwory dodatkowe – edycja japońska  | Utwory dodatkowe – edycja japońska | Utwory dodatkowe – edycja japońska | Utwory dodatkowe – edycja japońska |
| Nr                                 | Tytuł utworu                        | Słowa                              | Muzyka                             | Długość                            |
| ---------------------------------- | ----------------------------------- | ---------------------------------- | ---------------------------------- | ---------------------------------- |
| 1.                                 | „As the Fallen Rise”                | Piotr Wiwczarek                    | Piotr Wiwczarek                    | 2:12                               |
| 2.                                 | „Angel of Death (cover Thin Lizzy)” | Phil Lynott, Darren Wharton        | Phil Lynott, Darren Wharton        | 6:33                               |

| Utwory dodatkowe – edycja amerykańska | Utwory dodatkowe – edycja amerykańska | Utwory dodatkowe – edycja amerykańska | Utwory dodatkowe – edycja amerykańska | Utwory dodatkowe – edycja amerykańska |
| Nr                                    | Tytuł utworu                          | Słowa                                 | Muzyka                                | Długość                               |
| ------------------------------------- | ------------------------------------- | ------------------------------------- | ------------------------------------- | ------------------------------------- |
| 1.                                    | „Reign Forever World”                 | Łukasz Szurmiński                     | Piotr Wiwczarek                       | 4:01                                  |
| 2.                                    | „Frozen Paths”                        | Łukasz Szurmiński                     | Piotr Wiwczarek                       | 2:13                                  |
| 3.                                    | „Privilege of the Gods”               | Łukasz Szurmiński                     | Piotr Wiwczarek                       | 4:54                                  |

| Angel of Death (singel) | Angel of Death (singel)             | Angel of Death (singel)     | Angel of Death (singel)     | Angel of Death (singel) |
| Nr                      | Tytuł utworu                        | Słowa                       | Muzyka                      | Długość                 |
| ----------------------- | ----------------------------------- | --------------------------- | --------------------------- | ----------------------- |
| 1.                      | „When Darkness Calls”               | Łukasz Szurmiński           | Piotr Wiwczarek             | 5:18                    |
| 2.                      | „Angel of Death (cover Thin Lizzy)” | Phil Lynott, Darren Wharton | Phil Lynott, Darren Wharton | 6:33                    |
| 3.                      | „Studio report (wideo)”             |                             |                             | 9:42                    |

## Twórcy
Opracowano na podstawie materiału źródłowego.
| Zespół Vader w składzie - Piotr „Peter” Wiwczarek – gitara rytmiczna, gitara prowadząca, gitara basowa, wokal, produkcja muzyczna, słowa - Maurycy „Mauser” Stefanowicz – gitara prowadząca - Konrad „Saimon” Karchut – gitara basowa[A] - Krzysztof „Docent” Raczkowski – perkusja Dodatkowi muzycy - Jerzy „U.reck” Głód – gościnnie instrumenty klawiszowe (utwory 11, 16) - Adam „Nergal” Darski – gościnnie wokal wspierający (utwór 4) - Jacek Hiro – gościnnie gitara prowadząca (cover Thin Lizzy) |  | Produkcja - Piotr Łukaszewski – inżynieria dźwięku, realizacja (Red Studio, Gdynia) - Bartłomiej Kuźniak – mastering (Studio 333, Częstochowa) - Jacek Wiśniewski – projekt okładki i wykonanie - Paweł Frelik – słowa - Łukasz Szurmiński – słowa - Massive Management – zdjęcia |

Notatki
- A^ Wymieniony na płycie, nie brał udziału w nagraniach[19].

## Wydania
| Rok  | Nr katalogowy  | Format                  | Wytwórnia              | Region            | Źródło                             |
| ---- | -------------- | ----------------------- | ---------------------- | ----------------- | ---------------------------------- |
| 2002 | 3984-14411-0   | CD, Album, Ltd, Dig     | Metal Blade Records    | Europa            | [ 20 ] [ 30 ] [ 31 ] [ 32 ] [ 33 ] |
| 2002 | 3984-14411-1   | LP, Album               | Metal Blade Records    | Europa            | [ 20 ] [ 30 ] [ 31 ] [ 32 ] [ 33 ] |
| 2002 | 3984-14411-2   | CD, Album               | Metal Blade Records    | Stany Zjednoczone | [ 20 ] [ 30 ] [ 31 ] [ 32 ] [ 33 ] |
| 2002 | FO142CD        | CD, Album               | Фоно                   | Rosja             | [ 20 ] [ 30 ] [ 31 ] [ 32 ] [ 33 ] |
| 2002 | MICP-10304     | CD, Album               | Avalon/Marquee Inc.    | Japonia           | [ 30 ] [ 34 ]                      |
| 2002 | MMP CD 0154 DG | CD, Album, Enh, Dig     | Metal Mind Productions | Polska            | [ 20 ] [ 30 ] [ 35 ]               |
| 2002 | MMP CD 0154    | CD, Album, RP           | Metal Mind Productions | Polska            | [ 20 ] [ 30 ] [ 36 ]               |
| 2003 | FO142MC        | Cass, Album             | Фоно                   | Rosja             | [ 20 ] [ 30 ]                      |
| 2009 | BOBV1158LP     | LP, Album               | Back On Black          | Europa            | [ 20 ] [ 30 ]                      |
| 2009 | BOBV1158LP     | LP, Album, Ltd, RE, Red | Back On Black          | Europa            | [ 20 ] [ 30 ]                      |